# 大觉寺 (无棣)
大觉寺，位于山东省滨州市无棣县城东南关，是中华人民共和国山东省文物保护单位之一。
2006年12月7日，授予山东省文物保护单位，是一座古建筑。